# هنرهای رزمی اندونزیایی

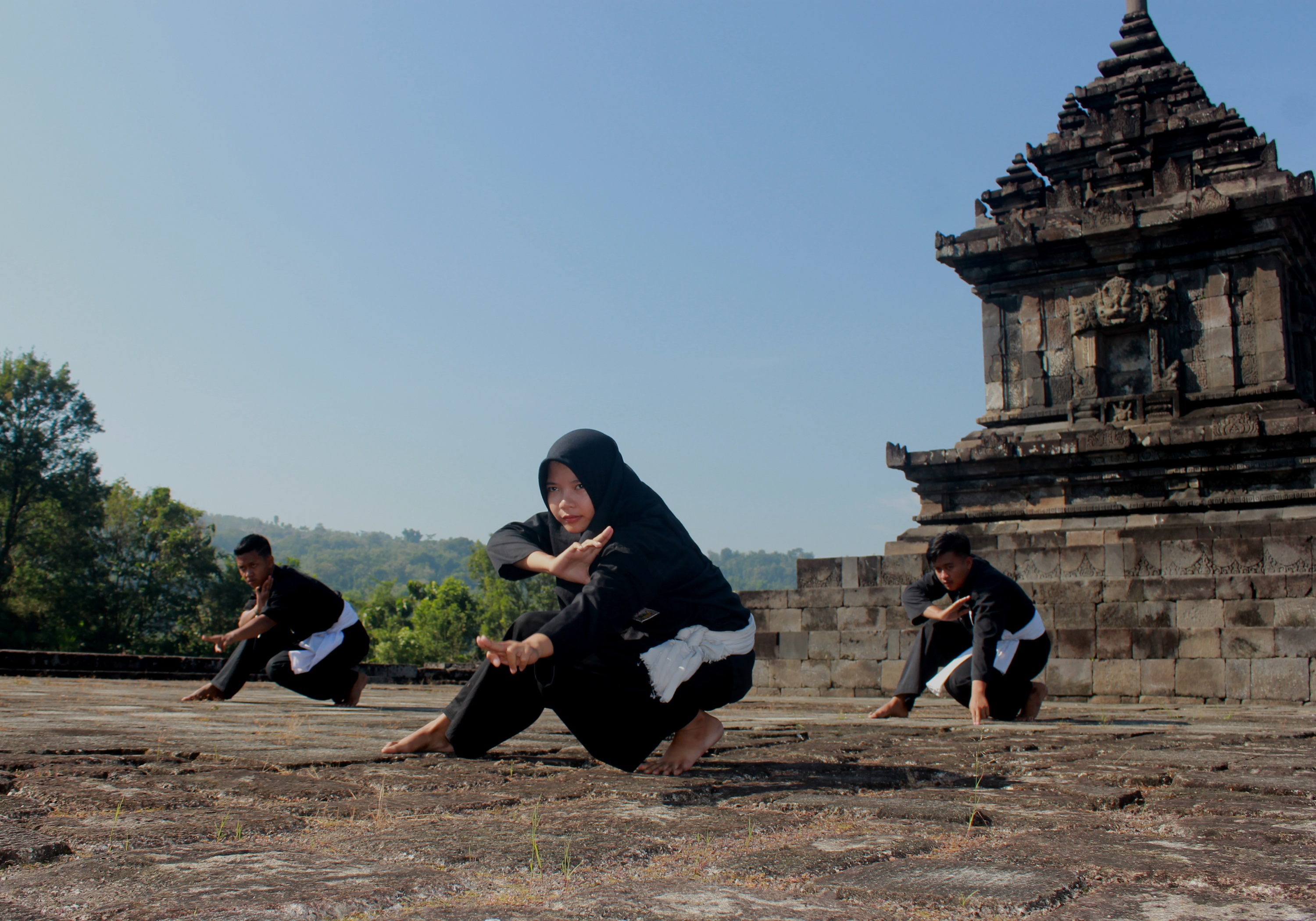
افراد در حال تمرین هنر رزمی پنچاک سیلات در معبد بارونگ، یوگیاکارتا، اندونزی

هنرهای رزمی اندونزیایی شامل تمامی هنرهای رزمی سنتی و تلفیقی است که در مجمع الجزایر اندونزی به وجود آمده باشند. هنرهای رزمی اندونزی، علاوه بر تمرینات بدنی، شامل تقویت جنبه‌های معنوی مثل قدرت و آرامش درونی هستند.
امروزه سبک‌های مبارزه اندونزیایی مترادف با پنچاک سیلات شده است؛ این اصطلاح برای اشاره به هنرهای رزمی اندونزیایی کاربر دارد. با این حال تعدادی از هنرهای رزمی اندونزیایی هستند که در دسته پنچاک سیلات جا نمی‌گیرند.

## تاریخچه
بخش‌هایی از مجمع‌الجزایر اندونزی، در تاریخ طولانی خود صحنه جنگ‌های قبیله ای در میان مردم بومی بوده است، به همین دلیل مردم منطقه به‌طور طبیعی روش‌های مؤثر در مبارزه و دفاع از خود ایجاد کردند. پژوهش‌های باستان‌شناسی انواع سلاح‌های سنگی و فلزی مانند تبر، تیر و سرنیزه را کشف کرده است.
پنچاک سیلات در دوره ارتباط هند و اندونزی توسعه یافت و به سرعت به تقریباً تمامی مجمع الجزایر اندونزی گسترش یافت. در مقایسه با هنرهای رزمی دیگر، پنچاک سیلات از چین و شبه قاره هند چیزهای بیشتری را وام گرفته است. پنچاک سیلات مهارت‌های رزمی را با تمرین‌های مدیتیشن و رشد معنوی گره زد و لایه جدیدی را به هنرهای رزمی اضافه کرد؛ به طوری که دیگر صرفاً برای کشتن و مبارزه به کار برده نمی‌شد.

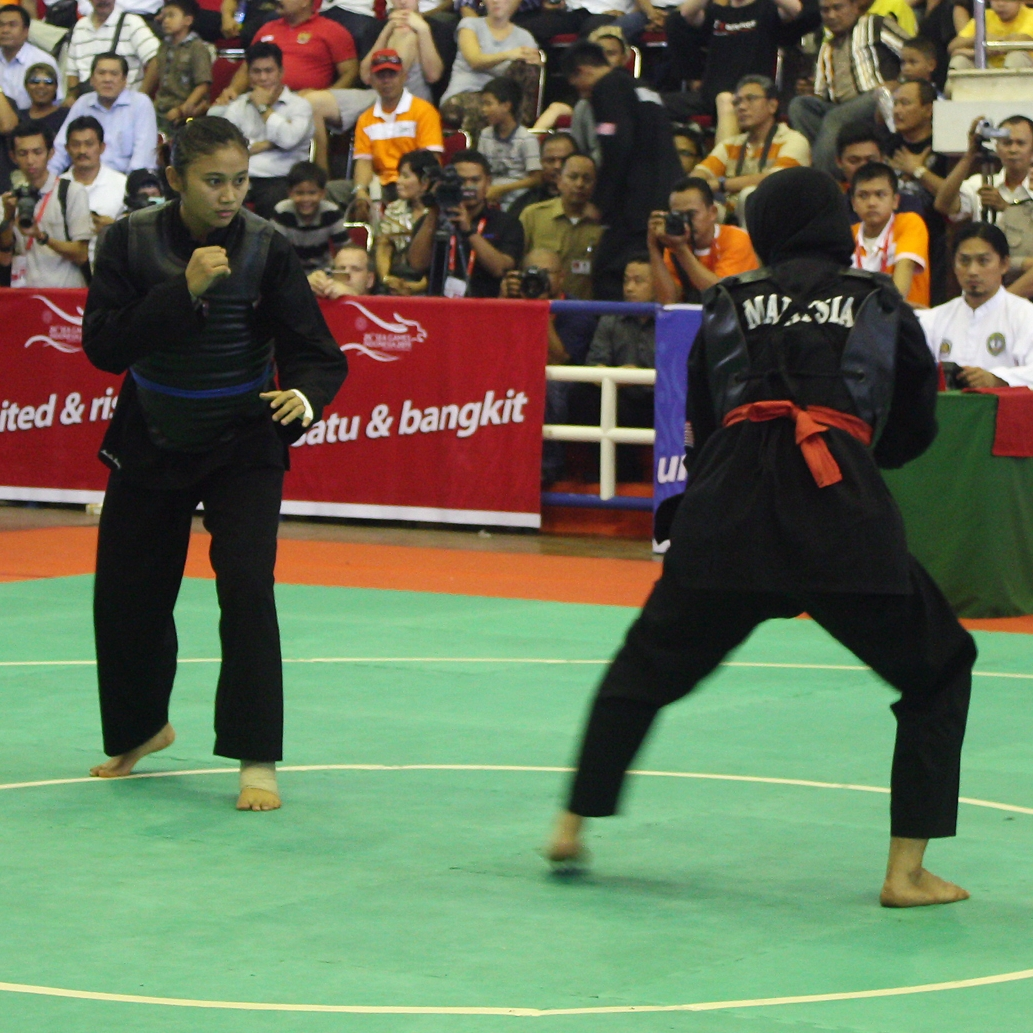
مسابقات پنچاک سیلات در بازی‌های جنوب شرق آسیا، ۲۰۱۱

## انواع

### پنچاک سیلات
پنچاک سیلات به هنر رزمی باستانی گفته می‌شود که در کشورهای جنوب شرق آسیا مانند اندونزی، مالزی و سنگاپور ریشه دارد. پنچاک سیلات به شاخه‌ها و سبک‌های زیادی دسته‌بندی می‌شود که هر سبک وابسته به منطقه و مردم بومی که سبک از آن سرچشمه گرفته، تفاوت‌های زیادی با سبک‌های دیگر دارد. ظاهراً مردم قوم مینانگ‌کابائو در سوماترای غربی بنیان‌گذار این هنر رزمی هستند؛ با این حال، سبک‌های فراوان پنچاک سیلات بسته به نوع منطقه فرق می‌کند و حتی گفته می‌شود که هر روستا سبک خود را در این ورزش دارد.
پنچاک سیلات عناصر ورزشی، ذهنی، دفاع شخصی و هنری را در بر می‌گیرد. سبک‌های پنچاک سیلات تحت تأثیر عوامل مختلف هنری است که شامل حرکان موزون و متناسب با موسیقی است.

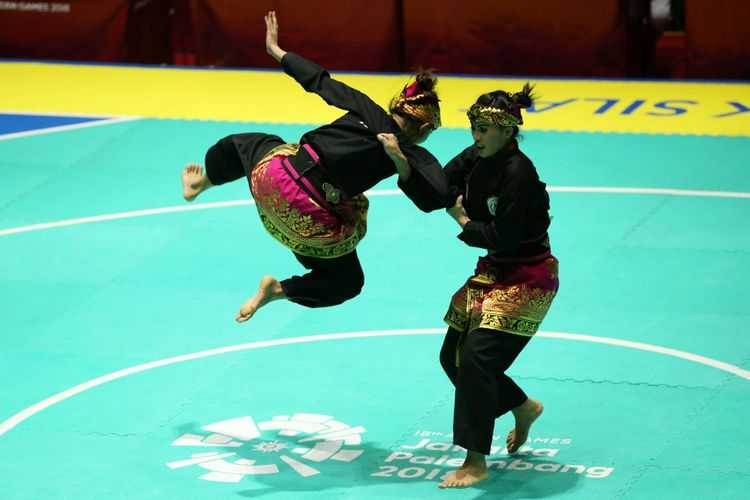
یک رقابت کونتائو

### کونتائو
کونتائو (به چینی: 拳道) به معنای «راه مشت» (به انگلیسی: Way of the fist) یک عبارت هاکینی است که به هنرهای رزمی گفته می‌شود که در جنوب چین ابداع شده و بعداً به کشورهای دیگر همچون اندونزی و مالزی گسترش یافته‌اند. کونتائو در اندونزی اشتراکات زیادی با دیگر هنرهای رزمی این کشور دارد.
کونتائو شامل انواع حرکات دست و پا، مبارزات غیرمسلح و همچنین و مسلح (انواع شمشیر، تیغ، نیزه و …) است.

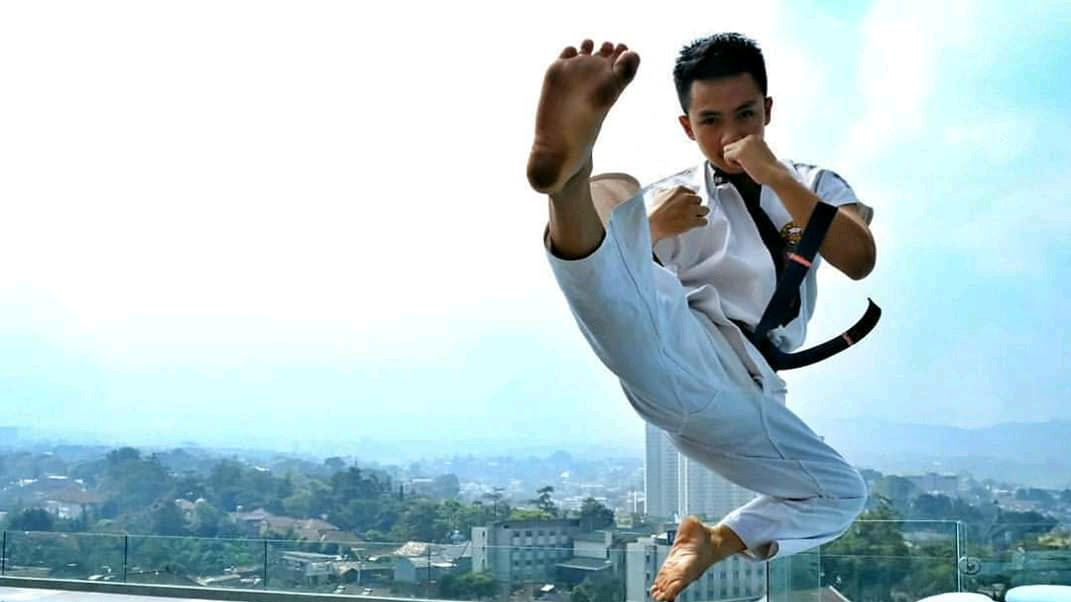
تمرین تارونگ دراجات

### تارونگ دراجات
تارونگ دراجات یک هنر رزمی اندونزیایی با رویکرد تلفیقی است که توسط حاجی احمد دراجات در باندونگ اندونزی ساخته شد. شکل‌گیری این هنر رزمی به دهه ۱۹۶۰ میلادی بر می‌گردد، اما به‌طور رسمی در ۱۶ ژوئیه ۱۹۷۲ بنیان‌گذاری شد. هدف از ابداع هنر رزمی تارونگ دراجات، «کمک به افراد در دفاع شحصی» است.

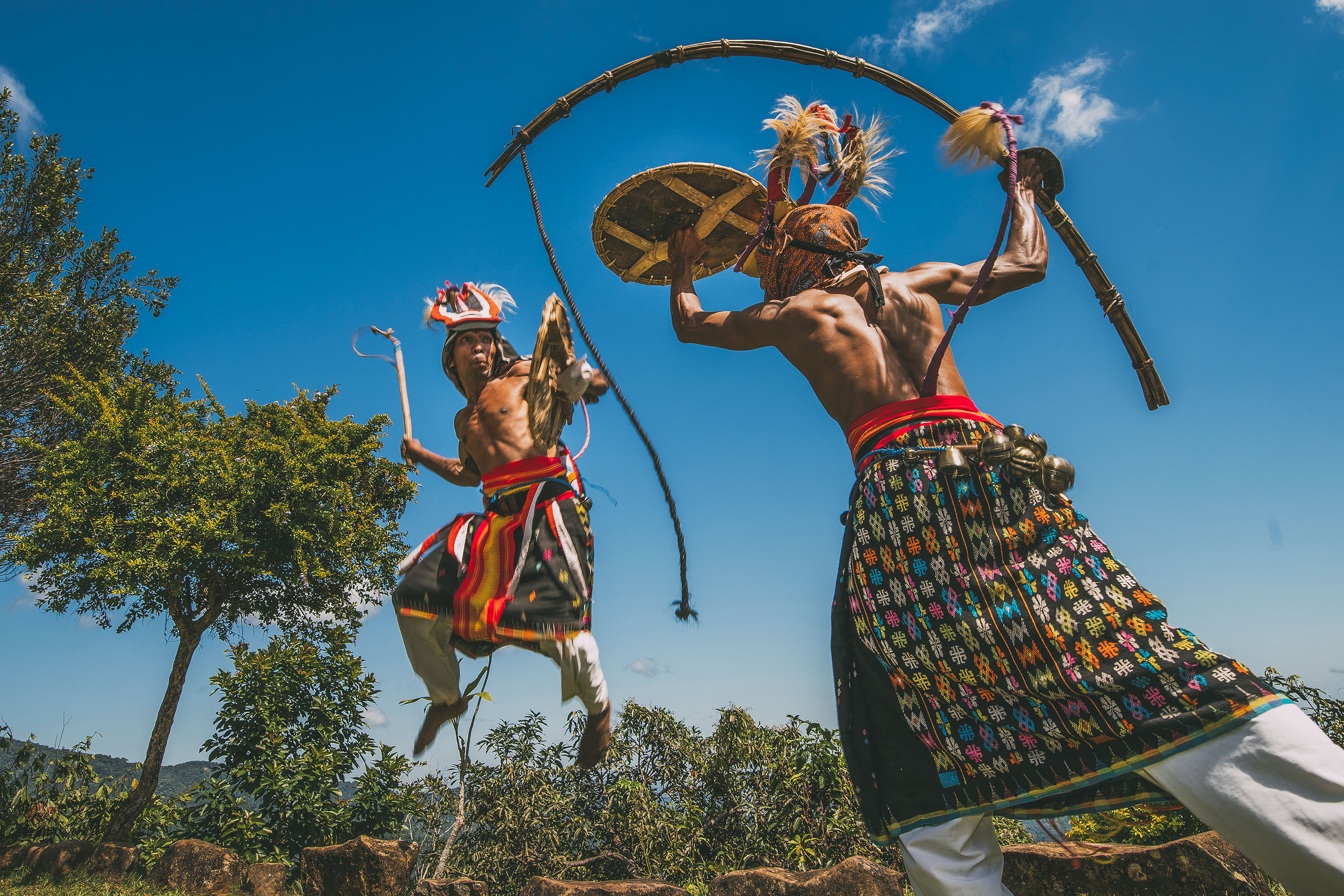
یک رقابت چاچی که در آن از شلاق و سپر استفاده شده

### چاچی
چاچی نوعی از مبارزه به کمک شلاق یا چوب است. بسته به نوع سلاح (چوب‌دست یا شلاق) چاچی به دو دسته تقسیم می‌شود. در یک رقابت چاچی، افراد یا حمله می‌کنند یا دفاع می‌کنند. فردی که حمله می‌کند می‌تواند سه ضربه به دیگری وارد کند، در این مدت، دیگری باید با کمک سپر، ضربات را خنثی کند. زمانی که فرد مورد حمله قرار می‌گیرد، باید فقط دفاع کند و مجاز به حمله کردن نیست.